# Stenomeria (planta)
Stenomeria es un género de plantas fanerógamas de la familia Apocynaceae. Contiene cuatro especies descritas y de estas, solo 3 aceptadas.

## Descripción
Son enredaderas sufrútices. Los brotes son glabrescentes o densamente pubescentes, con tricomas cortos o apiñados, incoloros o blanquecinos. Las hojas cortamente pecioladas; láminas subcoriáceas de 2-12 cm de largo, 1.4 cm de ancho, elípticas a ovadas a obovadas, basalmente cuneadas a redondeadas, el ápice acuminado, glabras a glabrescentes o pilosas, co0n 2-4 coléteres en la base de las hojas.
Las inflorescencias son axilares, emparejadas, pero una inflorescencia es más corta que la otra,sésiles a subsésiles, pedicelos poco puberulous. Las flores son muy fragantes.

## Taxonomía
El género fue descrito por Porphir Kiril Nicolai Stepanowitsch Turczaninow y publicado en Bulletin de la Société Impériale des Naturalistes de Moscou 25(2): 312. 1852.

## Especies aceptadas
A continuación se brinda un listado de las especies del género Stenomeria (planta) aceptadas hasta octubre de 2013, ordenadas alfabéticamente. Para cada una se indica el nombre binomial seguido del autor, abreviado según las convenciones y usos. 
- Stenomeria decalepis Turcz.
- Stenomeria fosteri Morillo
- Stenomeria pentalepis Turcz.